# 斯塔尼峰
46°12′30.2″N 9°12′8.1″E / 46.208389°N 9.202250°E
斯塔尼峰（義大利語：Cima dello Stagn），是歐洲的山峰，位於瑞士和意大利接壤的邊境，由倫巴第大區和格勞賓登州負責管轄，屬於勒蓬廷阿爾卑斯山脈的一部分，海拔高度2,382米。

## 外部連結

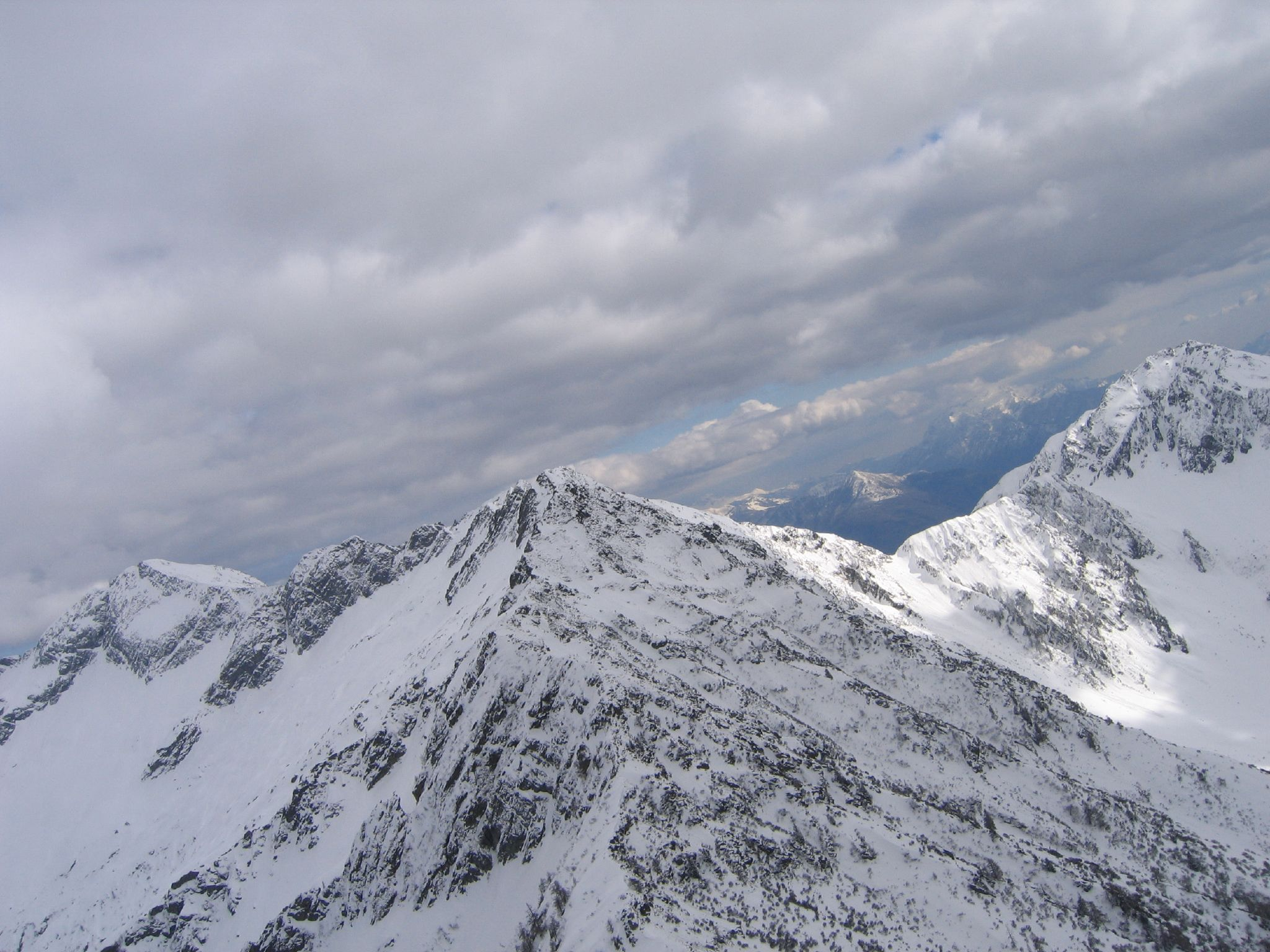

- Cima dello Stagn on Hikr （页面存档备份，存于）